# Nelson Castillo
Pour les articles homonymes, voir Castillo.
Nelson Castillo est dessinateur chilien de bande dessinée, né en 1970 à Santiago du Chili.
Il s'est toujours intéressé à l'art mais suit finalement des études universitaires d'ingénieur informaticien. Il travaille notamment comme consultant et chef de projet pour des sociétés de nouvelles technologies.

## Publications
- Peter Rob (tome 1 : Deus Ex Machina) - scénario par Romuald Pistis, Bamboo, 8 mars 2006
- Fortuna Chance - scénario par Romuald Pistis, Clair de Lune, 21 août 2008
- Apollo 13 - scénario par Romuald Pistis, Zéphyr Éditions, 10 avril 2011